# Pallavolo Impavida Ortona 2019-2020
Questa voce raccoglie le informazioni riguardanti la Pallavolo Impavida Ortona nelle competizioni ufficiali della stagione 2019-2020.

## Stagione
La stagione 2019-20 è per la Pallavolo Impavida Ortona, col nome sponsorizzato di Sieco Service Ortona, la dodicesima in Serie A2: nell'annata 2018-19 la squadra era retrocessa in Serie B, tuttavia viene ripescata nella divisione cadetta a seguito della rinuncia della Marconi. Viene confermato sia l'allenatore Nunzio Lanci che alcuni atleti come Michele Simoni, Giancarlo Pesare, Michael Menicali, Alessandro Toscani e Christoph Marks: tra i nuovi acquisti quelli di Matteo Bertoli, Giuseppe Ottaviani e Dario Carelli, mentre tra le cessioni quelle di Ludovico Dolfo, František Ogurčák e Ivar de Waard.
Il campionato si apre con una serie di sei vittorie consecutive: la prima sconfitta arriva alla settima giornata in casa della New Mater; anche nel resto del girone di andata la squadra di Ortona vince tutte le gare disputate, eccetto uno stop contro la Peimar, chiudendo al terzo posto in classifica, utile per qualificarsi alla Coppa Italia di Serie A2/A3. Dopo la sconfitta nella gara inaugurale del girone di ritorno, l'Impavida Ortona vince tre gare di seguito per poi perderne due: ottiene quindi un nuovo successo e una sconfitta, fino a quando il campionato viene prima sospeso e poi definitivamente interrotto a causa del diffondersi in Italia della pandemia di COVID-19: al momento dell'interruzione la squadra stazionava al quarto posto in classifica.
Grazie al terzo posto in classifica al termine del girone di andata l'Impavida Ortona partecipa alla Coppa Italia di Serie A2/A3, venendo però eliminata ai quarti di finale dall'Template:Volley Altantide Brescia.

## Organigramma societario
Area direttiva
- Presidente: Tommaso Lanci
- Vicepresidente: Angelo Matricardi
- Direttore generale: Andrea Lanci
- Commercialista: Paola Bertini
- Team manager: Luca Di Pietro

Area organizzativa
- Direttore sportivo: Massimo D'Onofrio
- Segreteria generale: Chiara Iarlori
- Addetto arbitri: Gaetano Ciampoli, Angelo Paris

Area tecnica
- Allenatore: Nunzio Lanci
- Allenatore in seconda: Mariano Costa
- Assistente allenatore: Luca Di Pietro
- Scout man: Vincenzo Ottalagana
- Responsabile settore giovanile: Mariano Costa

Area comunicazione
- Ufficio stampa: Giovanni Ciavarelli
- Relazioni esterne: Massimo D'Onofrio

Area marketing
- Responsabile ufficio marketing: Mattia Matricardi
- Responsabile eventi: Samuele Lanci

Area sanitaria
- Medico: Rino Nicolai, Andrea Simoni
- Preparatore atletico: Mariano Costa
- Fisioterapista: Antonella Di Sciullo, Fabio Piantini

## Rosa
| N° | Nome               | Ruolo | Data di nascita  | Nazionalità sportiva |
| -- | ------------------ | ----- | ---------------- | -------------------- |
| 2  | Michele Simoni     | C     | 26 maggio 1990   | Italia               |
| 3  | Giancarlo Pesare   | L     | 3 settembre 1995 | Italia               |
| 4  | Matteo Bertoli     | S     | 28 luglio 1988   | Italia               |
| 5  | Nicola Sesto       | C     | 11 maggio 1987   | Italia               |
| 6  | Giuseppe Ottaviani | S     | 12 dicembre 1991 | Italia               |
| 7  | Matteo Pedron      | P     | 14 luglio 1992   | Italia               |
| 8  | Alessandro Toscani | L     | 18 luglio 1998   | Italia               |
| 9  | Antonio Del Fra    | P     | 3 aprile 1999    | Italia               |
| 11 | Alessandro Salsi   | S     | 7 luglio 1999    | Italia               |
| 14 | Dario Carelli      | O     | 13 novembre 1989 | Italia               |
| 15 | Christoph Marks    | O     | 16 aprile 1997   | Germania             |
| 17 | Francesco Astarita | S     | 4 luglio 1993    | Italia               |
| 18 | Michael Menicali   | C     | 8 marzo 1990     | Italia               |

## Mercato
| Acquisti | Acquisti           | Acquisti            | Acquisti   |
| R.       | Nome               | da                  | Modalità   |
| -------- | ------------------ | ------------------- | ---------- |
| S        | Francesco Astarita | Pag Taviano         | definitivo |
| S        | Matteo Bertoli     | Materdomini         | definitivo |
| O        | Dario Carelli      | Manzoni             | definitivo |
| P        | Antonio Del Fra    | Sir Safety Perugia  | definitivo |
| S        | Giuseppe Ottaviani | Marconi             | definitivo |
| P        | Matteo Pedron      | Rinascita Lagonegro | definitivo |
| S        | Alessandro Salsi   | Sir Safety Perugia  | definitivo |
| C        | Nicola Sesto       | Tricolore           | definitivo |

| Cessioni | Cessioni          | Cessioni        | Cessioni   |
| R.       | Nome              | a               | Modalità   |
| -------- | ----------------- | --------------- | ---------- |
| C        | Simone Berardi    | Virtus Paglieta | definitivo |
| O        | Ivar de Waard     | Sliedrecht      | definitivo |
| S        | Ludovico Dolfo    | Tricolore       | definitivo |
| S        | Davide Fiscon     | Silvolley       | definitivo |
| P        | Andrea Lanci      | Virtus Paglieta | definitivo |
| S        | František Ogurčák | Spartak Komárno | definitivo |
| P        | Alessio Sitti     | San Giustino    | definitivo |
| S        | Mattia Sorrenti   | Sabaudia        | definitivo |

## Risultati

### Serie A2

#### Girone di andata
| 1ª giornata - 20 ottobre 2019 Palasport Comunale, Ortona           | Impavida Ortona  | 3 - 1 | Mondovì             | 25-18, 25-21, 22-25, 25-20        |
| 2ª giornata - 27 ottobre 2019 PalaBigi, Reggio Emilia              | Tricolore        | 1 - 3 | Impavida Ortona     | 26-24, 19-25, 18-25, 24-26        |
| 3ª giornata - 2 novembre 2019 Palasport Comunale, Ortona           | Impavida Ortona  | 3 - 1 | Libertas Brianza    | 25-17, 25-22, 15-25, 25-18        |
| 4ª giornata - 10 novembre 2019 PalaGrotte, Castellana Grotte       | Materdomini      | 2 - 3 | Impavida Ortona     | 26-28, 20-25, 25-23, 25-19, 12-15 |
| 5ª giornata - 17 novembre 2019 Palasport Comunale, Ortona          | Impavida Ortona  | 3 - 0 | Olimpia Bergamo     | 25-15, 25-23, 27-25               |
| 6ª giornata - 24 novembre 2019 Palasport Comunale, Ortona          | Impavida Ortona  | 3 - 2 | Emma Villas         | 25-22, 16-25, 19-25, 25-17, 15-11 |
| 7ª giornata - 1º dicembre 2019 PalaGrotte, Castellana Grotte       | New Mater        | 3 - 0 | Impavida Ortona     | 25-22, 25-23, 25-23               |
| 8ª giornata - 8 dicembre 2019 Palasport Comunale, Ortona           | Impavida Ortona  | 3 - 1 | Atlantide Brescia   | 25-18, 23-25, 25-19, 25-21        |
| 9ª giornata - 15 dicembre 2019 PalaParenti, Santa Croce sull'Arno  | Lupi Santa Croce | 2 - 3 | Impavida Ortona     | 13-25, 24-26, 26-24, 25-14, 14-16 |
| 10ª giornata - 22 dicembre 2019 PalaParenti, Santa Croce sull'Arno | Peimar           | 3 - 1 | Impavida Ortona     | 21-25, 25-22, 25-19, 25-23        |
| 11ª giornata - 26 dicembre 2019 Palasport Comunale, Ortona         | Impavida Ortona  | 3 - 0 | Rinascita Lagonegro | 25-20, 25-19, 25-23               |

#### Girone di ritorno
| 12ª giornata - 5 gennaio 2020 PalaManera, Mondovì              | Mondovì             | 3 - 1 | Impavida Ortona  | 25-22, 16-25, 31-29, 25-16        |
| 13ª giornata - 12 gennaio 2020 Palasport Comunale, Ortona      | Impavida Ortona     | 3 - 1 | Tricolore        | 25-21, 29-27, 23-25, 25-20        |
| 14ª giornata - 18 gennaio 2020 PalaParini, Cantù               | Libertas Brianza    | 1 - 3 | Impavida Ortona  | 20-25, 25-22, 14-25, 20-25        |
| 15ª giornata - 26 gennaio 2020 Palasport Comunale, Ortona      | Impavida Ortona     | 3 - 2 | Materdomini      | 25-21, 22-25, 15-25, 25-20, 15-12 |
| 16ª giornata - 2 febbraio 2020 Palazzetto dello sport, Bergamo | Olimpia Bergamo     | 3 - 1 | Impavida Ortona  | 20-25, 26-24, 25-19, 25-22        |
| 17ª giornata - 8 febbraio 2020 PalaMensSana, Siena             | Emma Villas         | 3 - 0 | Impavida Ortona  | 25-19, 25-16, 25-18               |
| 18ª giornata - 16 febbraio 2020 Palasport Comunale, Ortona     | Impavida Ortona     | 3 - 0 | New Mater        | 25-18, 25-20, 25-20               |
| 19ª giornata - 1º marzo 2020 PalaSanFilippo, Brescia           | Atlantide Brescia   | -     | Impavida Ortona  | annullata                         |
| 20ª giornata - 8 marzo 2020 Palasport Comunale, Ortona         | Impavida Ortona     | 1 - 3 | Lupi Santa Croce | 23-25, 25-23, 15-25, 26-28        |
| 21ª giornata - 15 marzo 2020 Palasport Comunale, Ortona        | Impavida Ortona     | -     | Peimar           | annullata                         |
| 22ª giornata - 22 marzo 2020 PalaSimone, Lagonegro             | Rinascita Lagonegro | -     | Impavida Ortona  | annullata                         |

### Coppa Italia di Serie A2

#### Fase a eliminazione diretta
| Quarti di finale - 15 gennaio 2020 Palasport Comunale, Ortona | Impavida Ortona | 0 - 3 | Atlantide Brescia | 20-25, 24-26, 20-25 |

## Statistiche

### Statistiche di squadra
| Competizione                | Punti | In casa | In casa | In casa | In trasferta | In trasferta | In trasferta | Totale | Totale | Totale |
| Competizione                | Punti | G       | V       | P       | G            | V            | P            | G      | V      | P      |
| --------------------------- | ----- | ------- | ------- | ------- | ------------ | ------------ | ------------ | ------ | ------ | ------ |
| Serie A2                    | 35    | 10      | 9       | 1       | 9            | 4            | 5            | 19     | 13     | 6      |
| Coppa Italia di Serie A2/A3 | -     | 1       | 0       | 1       | -            | -            | -            | 1      | 0      | 1      |
| Totale                      | -     | 11      | 9       | 2       | 9            | 4            | 5            | 20     | 13     | 7      |

G = partite giocate; V = partite vinte; P = partite perse

### Statistiche dei giocatori
| Giocatore    | Serie A2 | Serie A2 | Serie A2 | Serie A2 | Serie A2 | Coppa Italia di Serie A2/A3 | Coppa Italia di Serie A2/A3 | Coppa Italia di Serie A2/A3 | Coppa Italia di Serie A2/A3 | Coppa Italia di Serie A2/A3 | Totale | Totale | Totale | Totale | Totale |
| Giocatore    | P        | PT       | AV       | MV       | BV       | P                           | PT                          | AV                          | MV                          | BV                          | P      | PT     | AV     | MV     | BV     |
| ------------ | -------- | -------- | -------- | -------- | -------- | --------------------------- | --------------------------- | --------------------------- | --------------------------- | --------------------------- | ------ | ------ | ------ | ------ | ------ |
| F. Astarita  | 14       | 39       | 33       | 4        | 2        | 1                           | 0                           | 0                           | 0                           | 0                           | 15     | 39     | 33     | 4      | 2      |
| M. Bertoli   | 19       | 260      | 227      | 19       | 14       | 1                           | 7                           | 7                           | 0                           | 0                           | 20     | 267    | 234    | 19     | 14     |
| D. Carelli   | 14       | 110      | 99       | 9        | 2        | 1                           | 7                           | 7                           | 0                           | 0                           | 15     | 117    | 105    | 9      | 2      |
| A. Del Fra   | 2        | 0        | 0        | 0        | 0        | 0                           | 0                           | 0                           | 0                           | 0                           | 2      | 0      | 0      | 0      | 0      |
| C. Marks     | 9        | 168      | 145      | 13       | 10       | 1                           | 4                           | 4                           | 0                           | 0                           | 10     | 172    | 149    | 13     | 10     |
| M. Menicali  | 18       | 142      | 93       | 34       | 15       | 1                           | 2                           | 2                           | 0                           | 0                           | 19     | 144    | 95     | 34     | 15     |
| G. Ottaviani | 19       | 271      | 237      | 15       | 19       | 1                           | 12                          | 10                          | 1                           | 1                           | 20     | 283    | 247    | 16     | 20     |
| M. Pedron    | 19       | 47       | 21       | 18       | 8        | 1                           | 1                           | 1                           | 0                           | 0                           | 20     | 48     | 22     | 18     | 8      |
| G. Pesare    | 3        | 0        | 0        | 0        | 0        | 0                           | 0                           | 0                           | 0                           | 0                           | 3      | 0      | 0      | 0      | 0      |
| A. Salsi     | 3        | 3        | 3        | 0        | 0        | 0                           | 0                           | 0                           | 0                           | 0                           | 3      | 3      | 3      | 0      | 0      |
| N. Sesto     | 13       | 69       | 51       | 18       | 0        | 1                           | 10                          | 6                           | 4                           | 0                           | 14     | 79     | 57     | 22     | 0      |
| M. Simoni    | 15       | 95       | 61       | 26       | 8        | 1                           | 3                           | 3                           | 0                           | 0                           | 16     | 98     | 64     | 26     | 8      |
| A. Toscani   | 19       | 0        | 0        | 0        | 0        | 1                           | 0                           | 0                           | 0                           | 0                           | 20     | 0      | 0      | 0      | 0      |

P = presenze; PT = punti totali; AV = attacchi vincenti; MV = muri vincenti; BV = battute vincenti